# Кулжинский, Иван Григорьевич
Иван Григорьевич Кулжинский (1803—1884) — малорусский писатель

, педагог, историк.

## Биография
Родился 14 (26) апреля 1803 года в Глухове Черниговской губернии, где его отец был диаконом при церкви Святой Анастасии.
В 1811—1823 годах учился в Черниговской семинарии, которую окончил по 1 разряду и был назначен к дальнейшей учёбе в духовной академии. Поскольку желания учиться дальше у него не было, с согласия родителей он «по болезни» в академию не поехал и был определён учителем в Черниговское уездное духовное училище (31 августа 1823 — 7 августа 1825). Затем получил приглашение учителем латинского языка в Гимназию высших наук князя Безбородко (7 августа 1825 — август 1829), где у него учились Николай Гоголь и Евгений Гребёнка; титулярный советник с 7 августа 1825.
Затем он был старшим учителем латинского языка в Украинско-Слободской гимназии, в Институте благородных девиц и в трёх частных пансионатах Харькова (1829—1831). С 1831 года он преподавал русскую словесность в Харьковском университете.
В 1832 году училища Волынской и Подольской губерний, входившие в состав Виленского учебного округа были переведены в Харьковский учебный округ и вместе с закрытием Волынского (Кременецкого) лицея (точнее, он был переведён в Киев, где послужил основой для создания университета Святого Владимира) было решено открыть в Волынской губернии две гимназии, одну в Житомире; другую же — в Луцке, директором которой в августе 1832 года и было предложено стать Кулжинскому. Уже 6 декабря в Луцке состоялось открытие гимназии, которая затем была перемещена сначала в Клевань, а затем в Ровно; коллежский асессор с 20 мая 1836 года.
В 1839—1841 годах был директором Немировской гимназии; затем — инспектором Нежинского юридического лицея (1841 — август 1843); надворный советник с 20 мая 1842 года.
С августа 1843 по 12 мая 1847 года — директор Закавказских училищ и Тифлисской гимназии и инспектор Закавказского девичьего института; с 18 октября 1846 года — в чине коллежского советника. Очень сильно заболев, 12 мая 1847 года вышел на пенсию «с мундиром и полной пенсией» и возвратился в Нежин. В соответствии с указом Правительствующего Сената № 6181 от 31 октября 1857 года вместе с женой и детьми занесён в III часть дворянской родословной книги Черниговской губернии.
Награждён знаком отличия беспорочной службы XX лет (22 августа 1845), орденами Св. Анны 3-й степени (23 декабря 1840) и 2-й степени (24 января 1847), медалью «В память войны 1853—1856».
Умер в Нежине в марте 1884 года. Похоронен на погосте Нежинского Благовещенского мужского монастыря.

## Литературная деятельность
Свою литературную деятельность он начал в 1825 году, публикуя свои статьи в «Украинском журнале», «Дамском журнале», «Московском вестнике», «Русской беседе», «Маяке», «Москвитянине». Этой деятельностью он занимался до самой смерти, печатая стихотворения, басни, исторические и литературные произведения, учебную литературу. Кулжинским были изданы: «Малороссийская деревня» (М., 1827), «Речь о различии между классической и романтической поэзией» (Харьков, 1830), «Федюша Мотавильский, украинский роман» (М., 1834). Им были составлены «Курс всеобщей истории» (в 3 томах, СПб., 1859), «Рассказы из русской истории» (1863), «История Польши» (1864). Написал драмы «Кочубей», «Юродивый». Всего И. Г. Кулжинский опубликовал более 90 произведений. Вместе со своим сыном Григорием издавал в Харькове журнал «Благовест» (с 1883), где были помещены биографические материалы о жизни святителя Иоасафа (1883).
Отзывы современников о его литературной деятельности противоречивы. Наиболее полная и аргументированная оценка деятельности Ивана Григорьевича и библиография его трудов приведена в работе Михаила Сперанского «Один из учителей Н. В. Гоголя (И. Г. Кулжинский)» (Нежин, 1906).

## Семья
Во время службы в Черниговском уездном духовном училище женился на Елене Пантелеймоновне Глебовской: Их дети:
- Леонтий (1825—?)
- Алексей (1829—?), управляющий таганрогским отделением Госбанка, председатель правления Банка общественного кредита.
- Владимир (1831—?)
- Анна (1833—?)
- Степан (1835 — не ранее 1911), действительный статский советник[6]
- Григорий (1838—?)
- Александр (1841—?)
- Пантелеймон (1847 — после 1916), председатель 4-го гражданского департамента Харьковской судебной палаты[7], тайный советник. Был женат на Лидии Андреевне Белявской. Их сын Сергей (1880—1947).